# Verbivciîk, Brodî
Verbivciîk (în ucraineană Вербівчик) este localitatea de reședință a comunei Verbivciîk din raionul Brodî, regiunea Liov, Ucraina.

## Demografie
Componența lingvistică a localității Verbivciîk
     Ucraineană (99,09%)
     Alte limbi (0,91%)
Conform recensământului din 2001, majoritatea populației localității Verbivciîk era vorbitoare de ucraineană (99,09%), existând în minoritate și vorbitori de alte limbi.